# Eddie Perkins
Pour les articles homonymes, voir Perkins.
Eddie Perkins est un boxeur américain né le 3 mars 1937 à Clarksdale, Mississippi et mort le 10 mai 2012 à Chicago.

## Carrière
Il devient champion du monde des super-légers WBA le 14 septembre 1962 en battant Duilio Loi aux points lors de leur second combat (le premier s'étend terminé par un match nul). La belle organisée le 15 décembre 1962 voit l'italien reprendre sa ceinture avant d'annoncer en janvier 1963 sa retraite.
Perkins obtient alors rapidement une nouvelle chance mondiale : opposé à Roberto Cruz le 15 juin 1963, il remporte aux points les ceintures WBA et WBC. Il les conserve face à Yoshinori Takahashi et Bunny Grant puis s'incline contre Carlos Hernandez le 18 janvier 1965.

## Distinction
- Eddie Perkins est membre de l'International Boxing Hall of Fame depuis 2008.